# Ten’ei
Ten’ei (jap. 天栄村 Ten’ei-mura) – wieś w Japonii, na wyspie Honsiu, w prefekturze Fukushima. Według danych na rok 2020 miejscowość zamieszkiwało 5 194 mieszkańców , a gęstość zaludnienia wyniosła 23 os./km².